# Nizozemská Guyana

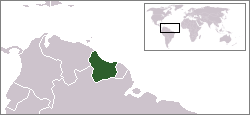
Poloha Nizozemské Guayny

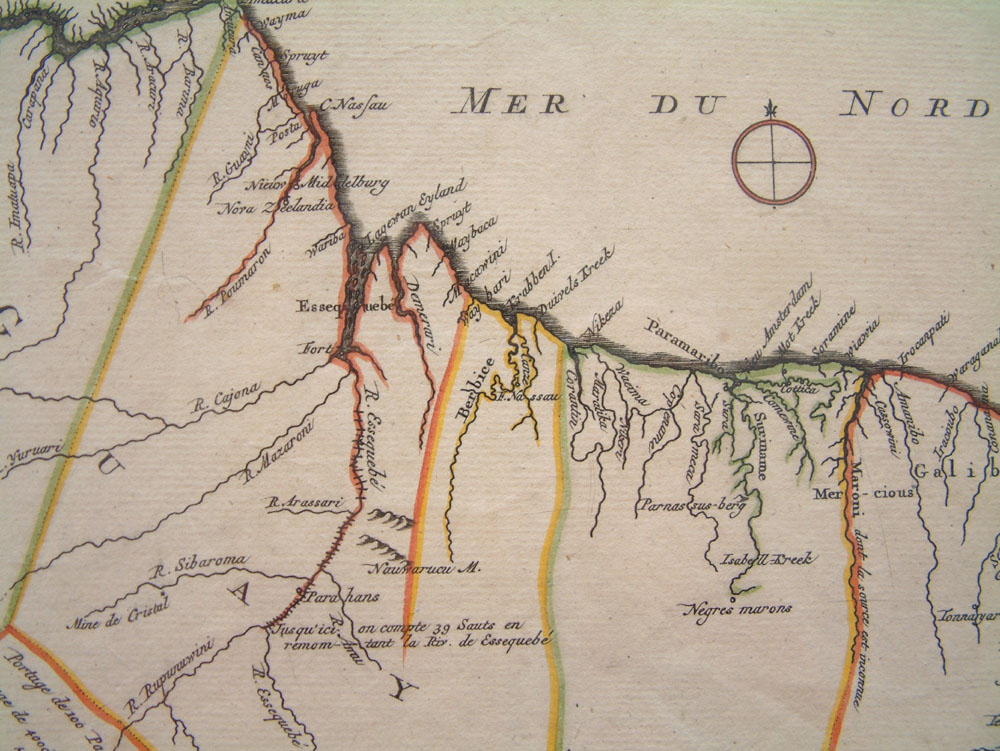
Historická mapa oblasti z roku 1700

Nizozemská Guyana byl souhrnný název pro nizozemské kolonie při pobřeží Guyanského regionu v Jižní Americe. Na konci 16. století a na počátku 17. století měli Nizozemci řadu malých obchodních stanovišť na březích řek ústících do Atlantiku. Nejvýznamnější byly kolonie kolem řek Pomoeroon, Demerara, Berbice, Essequibo a Surinam. O Surinam soupeřili Nizozemci s Brity, pod nizozemskou správu se dostal až po druhé anglo-nizozemské válce (1667), což bylo potvrzeno i v roce 1674 po ukončení třetí anglo-nizozemské války. Po jistý čas spravovali Nizozemci i kolonii Cayene (dnešní Francouzská Guyana). Obchod řídila Nizozemská západoindická společnost (WIC), případně další soukromé společnosti (Sociëteit van Suriname a Sociëteit van Berbice).
V období Batávské republiky (1795–1806) byla podstatná část nizozemských pozic v Jižní Americe okupována Brity. V roce 1814 po Napoleonských válkách získala Velká Británie trvalou nadvládu nad koloniemi Demerara, Berbice a Essequebo (tzn. území na západ od řeky Courantyne). Tyto 3 kolonie následně společně vytvořily Britskou Guyanu, předchůdce moderního státu Guayana. Pod nizozemskou správou zůstal pouze Surinam, který se osamostatnil až v roce 1975.